# Kostel svatého Michaela archanděla (Řepiště)
Římskokatolický kostel svatého Michaela archanděla je dřevěná svatyně pocházející z druhé poloviny 15. století, která se nachází ve slezské obci Řepiště v okrese Frýdek-Místek v místě zvaném Zaryje (j. č., rod ženský). Oprava v 60. letech 19. století zcela setřela původní středověký vzhled stavby.

## Historie
Podle údajů z vyhořelé šenovské fary byl dřevěný kostel v Řepišti postaven v roce 1485 a byl tehdy kostelem farním pro obec Řepiště. O jeho původním zasvěcení nevíme nic. Nejstarší písemná zmínka o řepišťském kostele pochází z roku 1652, kdy se nacházel v rukou evangelíků. Dva roky nato, roku 1654, jim byl odebrán a přifařen pod šenovskou faru.
Roku 1785 byl řepišťský kostel od šenovské fary oddělen a přiřazen byl pod faru vratimovskou. V té době se začal stav kostela prudce zhoršovat. Podle vizitačního protokolu z roku 1808 dnes již neexistující značně vysoká věž hrozila zřícením, srub kostelní lodi zavalením podobně jako prohnilý strop, do nějž zatékalo.
Je až s podivem, že kostel vydržel až do generální opravy téměř o šedesát let později (1867–1891). Po této opravě zcela změnil svůj vzhled a není známo, zda se zachovala nějaká fotografie, kresba či malba, která by nám přiblížila původní gotický vzhled kostela. Z údajů o opravě se dovídáme, že byla stržena mohutná hranolová věž, která pouze volně navazovala na chrámovou loď, podobně jak je tomu u kostela v Gutech. Rozebrán a neobnoven byl také ochoz okolo kostela, zvaný sobota, chránící základy před povětrnostními vlivy. Rozebrána a znova postavena byla i loď, protože však při poslední opravě v devadesátých letech neproběhl dendrochronologický průzkum, nevíme, kolik trámů pochází z gotické stavby a kolik z poloviny 19. století. Původní stanová střecha s ostrým sklonem byla nahrazena prostou sedlovou do jejíhož štítu byla vsazena nízká hranolová věž. Kostel získal, jak zevnitř, tak zvenčí, velice prostý vzhled. Na konci 90. let prošel kostel náročnou rekonstrukcí. Poslední oprava proběhla v letech 2019–2020 s náklady 12 miliónů Kč. Během rekonstrukce proběhl dendrologický průzkum použitého stavebního materiálu a byly objeveny nejstarší trámy z roku 1424. Kostel se tak stal nejstarší dřevěnou sakrální památkou na území České republiky (oficiálně je ale jako nejstarší nadále uznáván kostel Panny Marie v Broumově, který se dochoval celistvý).

## Fotogalerie

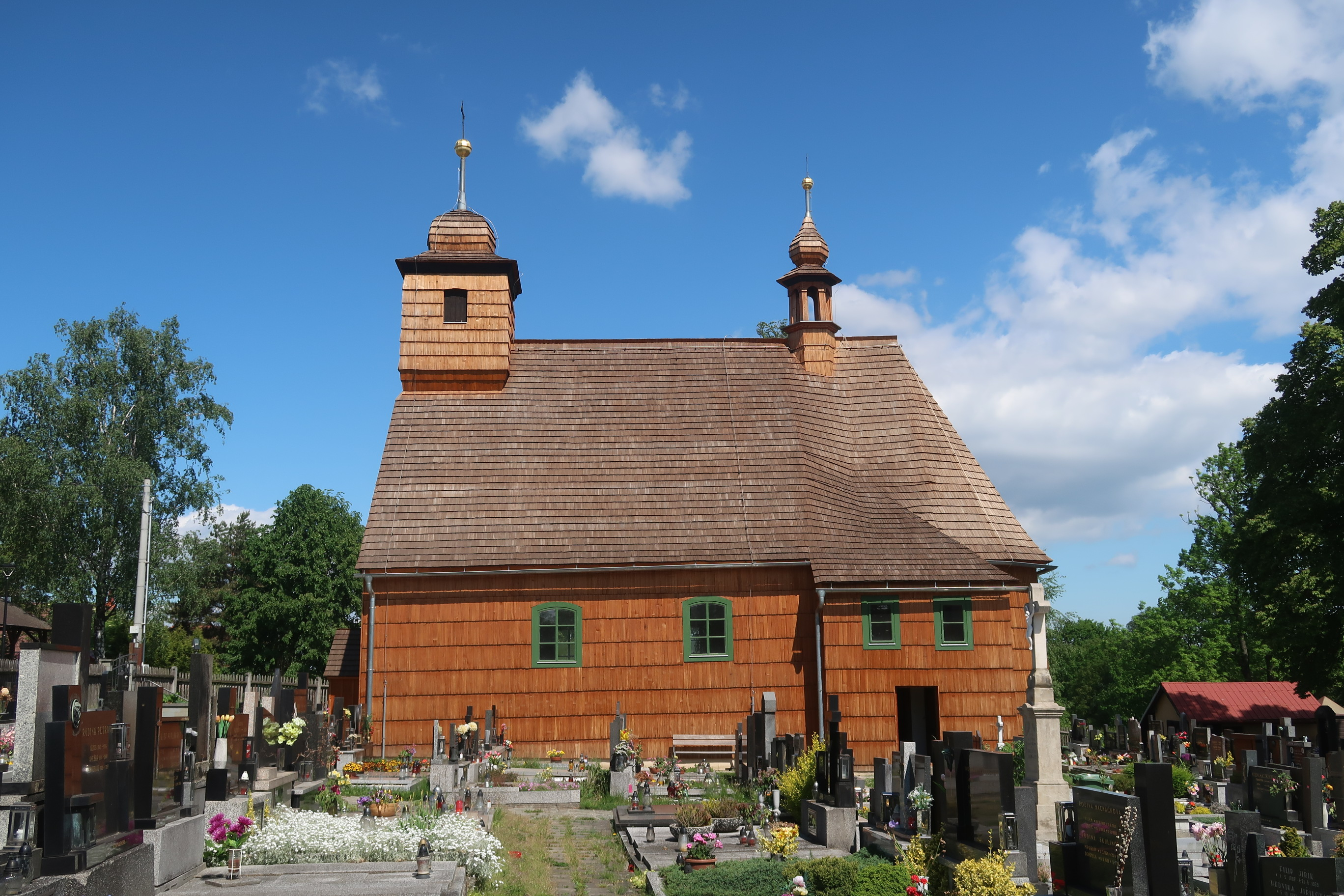
Kostel sv. Michaela Archanděla po rekonstrukci v letech 2019–2020
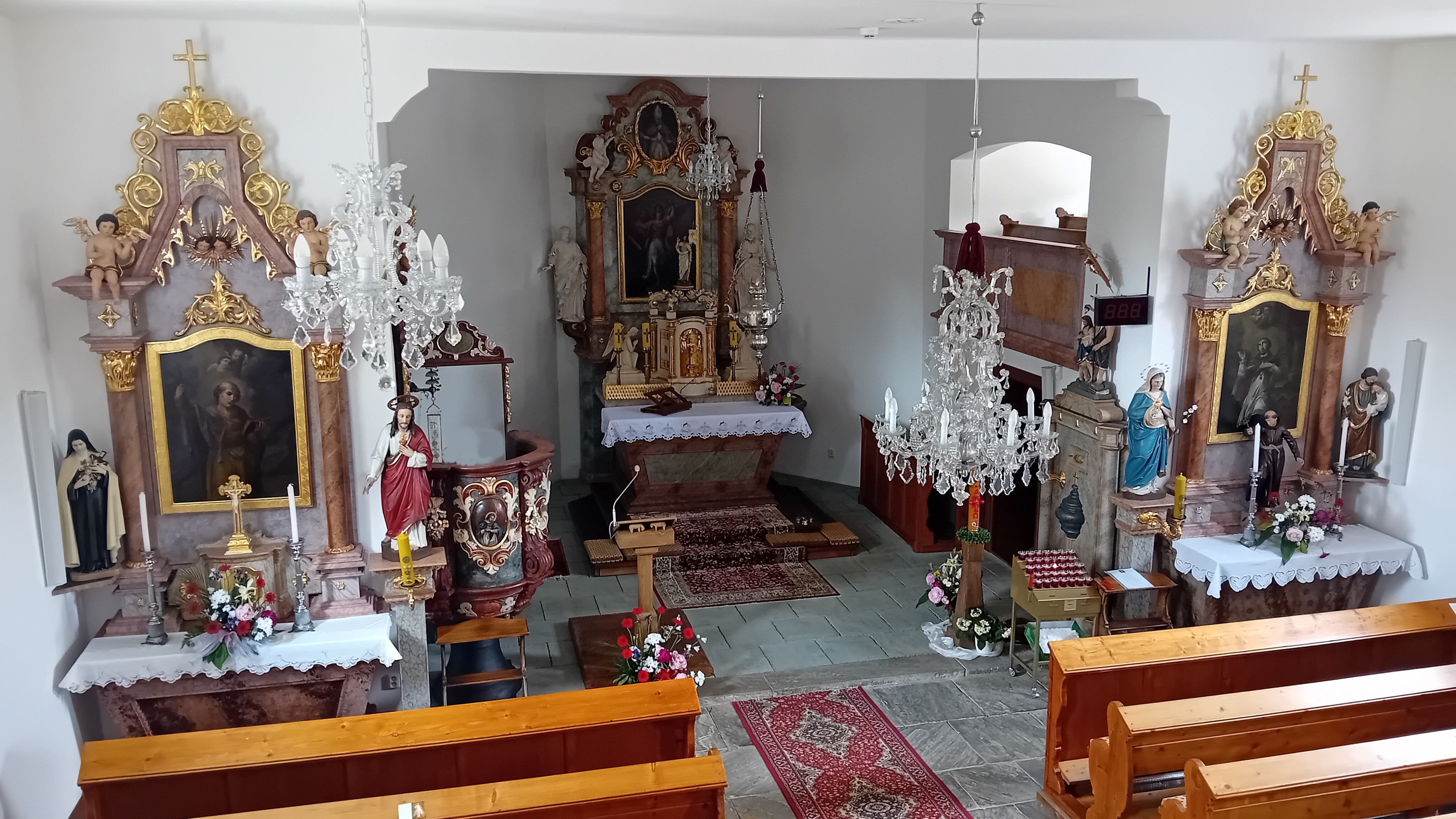
Interiér kostela
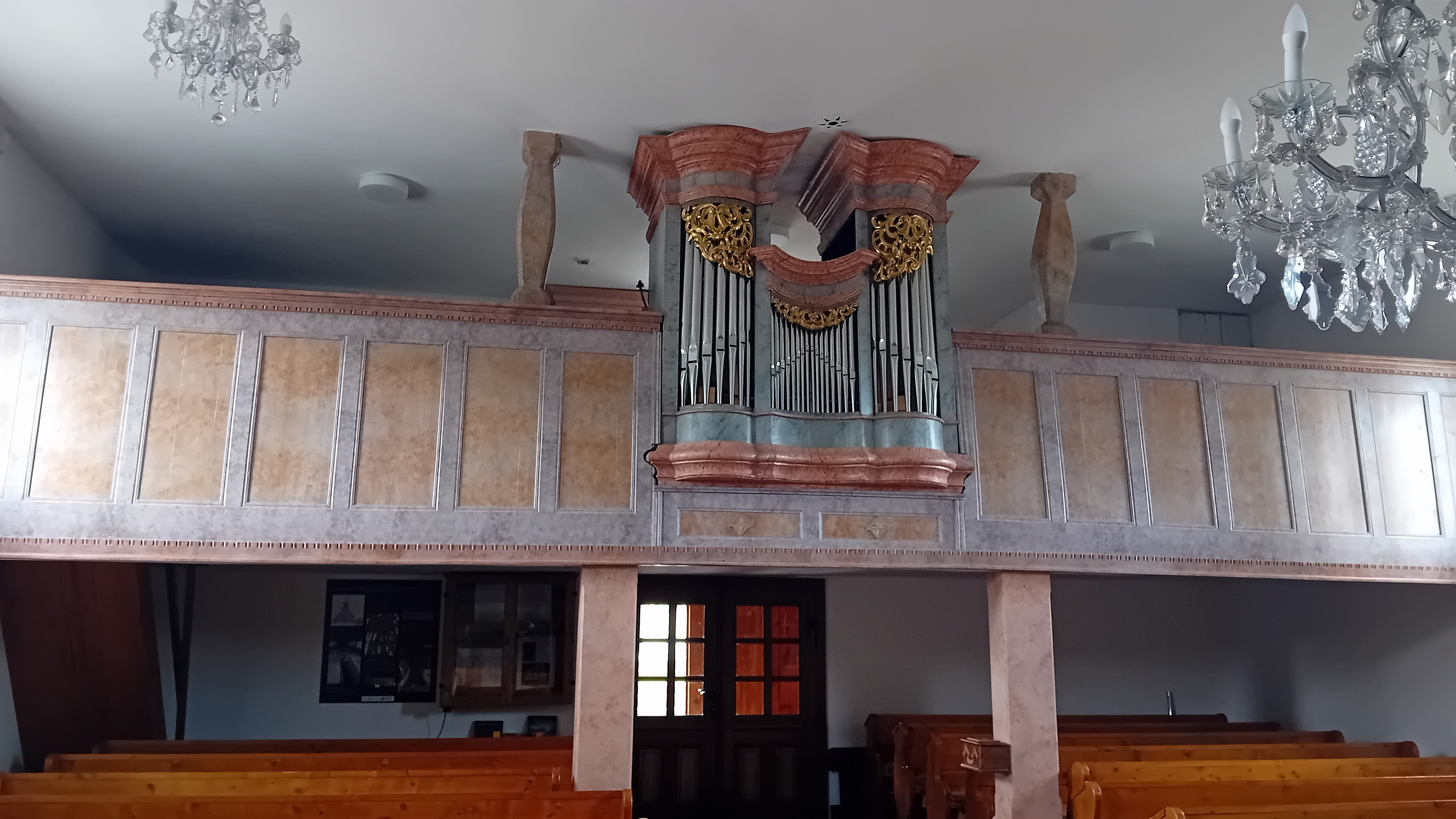
Kruchta
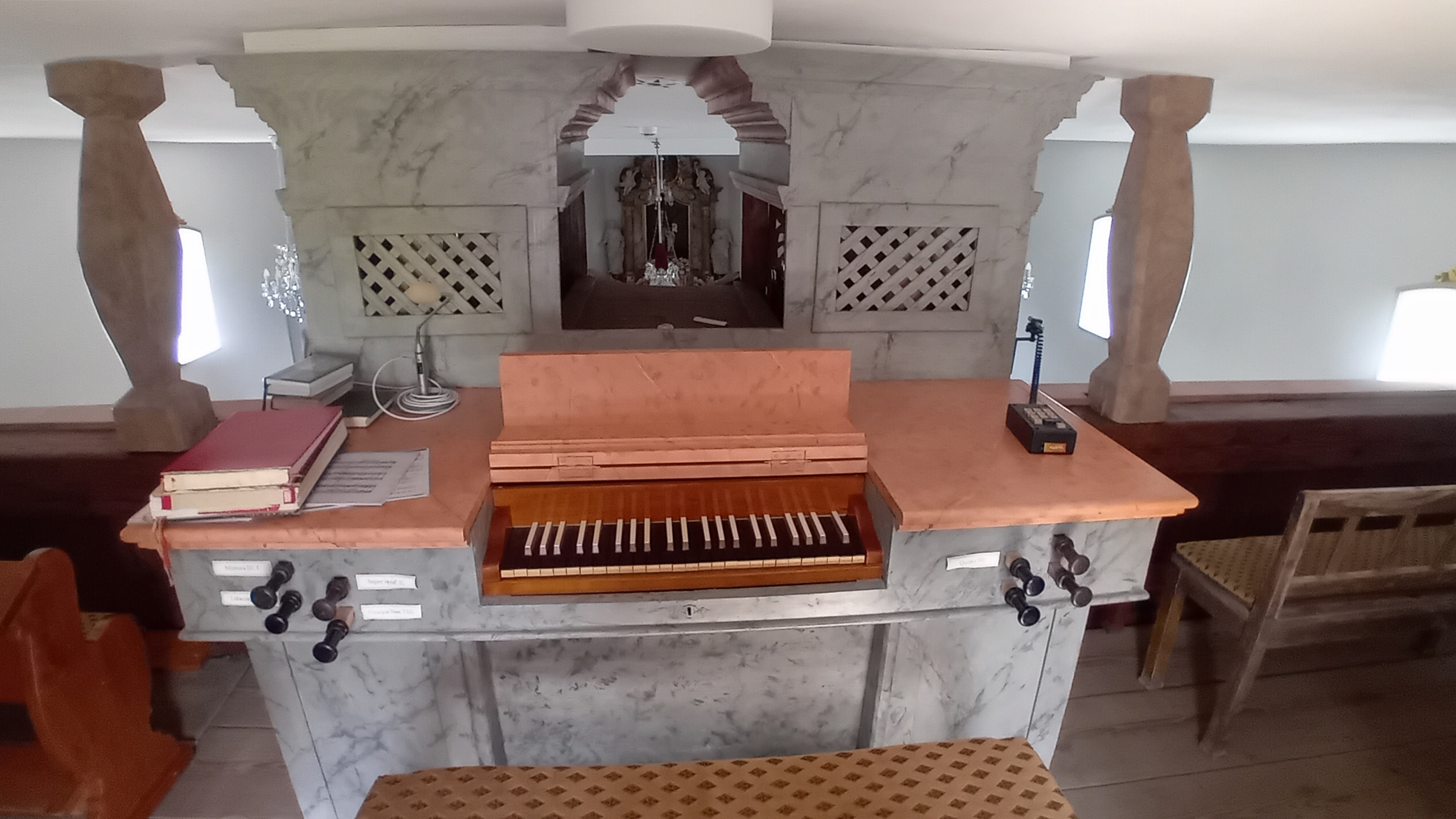
Varhany - Hrací stůl